# Carl Schill

Carl Schill

Carl Schill (* 5. November 1862 in Osthofen; † 22. Oktober 1944 ebenda) war ein deutscher Unternehmer und rheinhessischer „Turnvater“.

Grab des Turnvaters Carl Schill auf dem Bergfriedhof von Osthofen

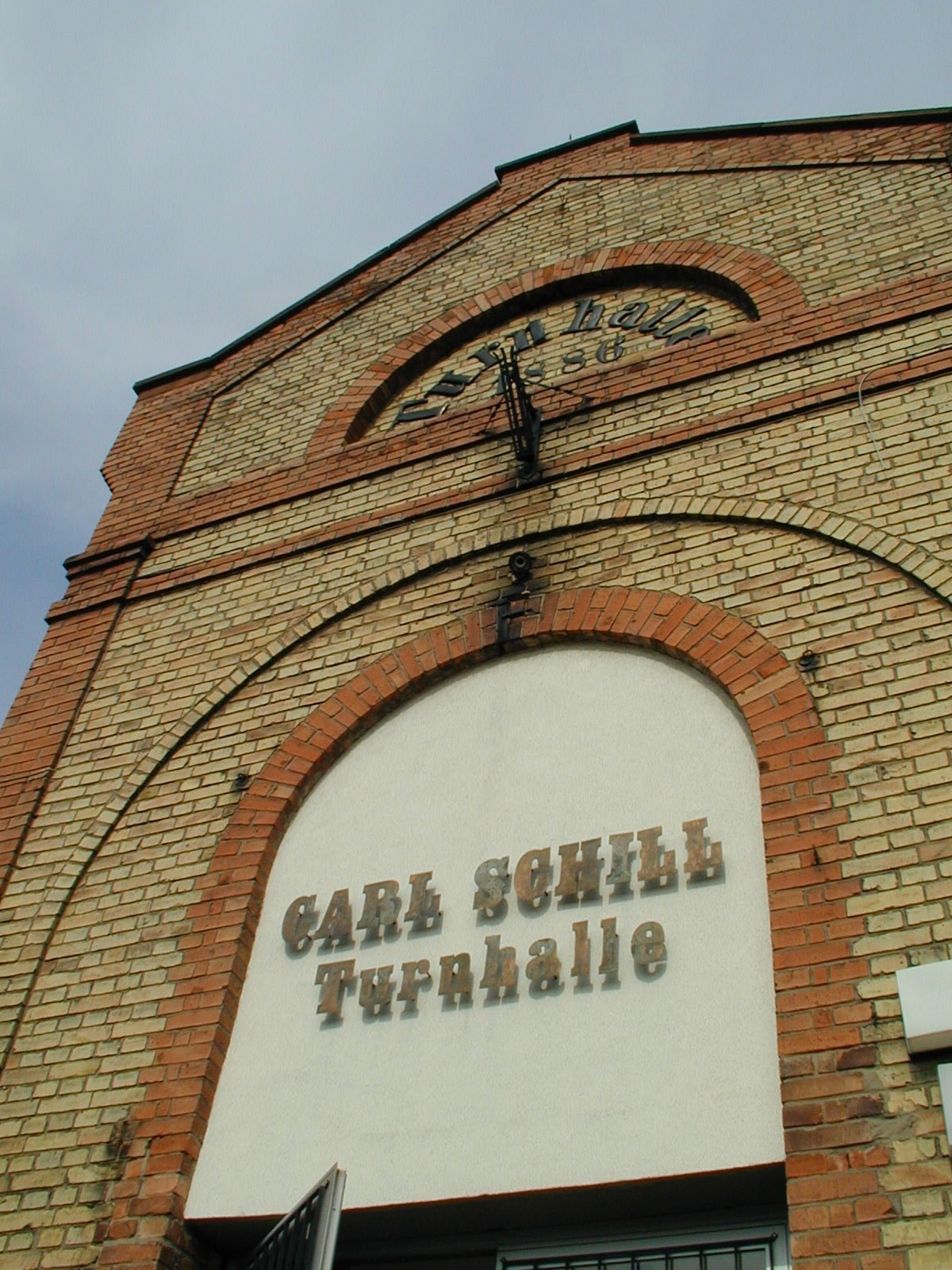
Carl-Schill-Turnhalle in Osthofen

## Privater Werdegang
Schill wurde als drittes von fünf Kindern der Eheleute Simon Friedrich Schill (* 30. März 1834 in Osthofen; † 25. August 1921 ebenda) und Barbara genannt Babette Schill geb. Grittmann (* 30. März 1838 in Osthofen; † 5. August 1900 in Andernach) geboren. Der Vater war Landwirt, Winzer, Unternehmer, Bürgermeister und Landtagsabgeordneter. Carl Schill heiratete am 31. August 1889 Magdalene geb. Clauß (* 3. Januar 1864 in Osthofen; † 18. März 1928 ebenda), die einzige Tochter des Landwirts Jakob Clauß und dessen Ehefrau Katharina Clauß geb. Rißler. Aus der Ehe gingen die Tochter Elsbeth (* 21. November 1891; † 1972) und der Sohn Otto (* 20. Juni 1893 in Osthofen; † 16. März 1968 ebenda) hervor. Nach dem Tod seiner ersten Frau heiratete er am 15. Mai 1929 die Lehrerin Luise Claß (* 26. Dezember 1888 in Blödesheim; † 28. Oktober 1969 in Alzey).

## Schulischer und Beruflicher Werdegang
Schill besuchte die Volksschule in Osthofen und ab 1873 die Realschule in Worms. 1880 ging er für acht Monate nach Bad Dürkheim zu einem Küfermeister und arbeitete anschließend in der elterlichen Mälzerei und in der Brauerei Lanz bei Offenbach als Braubursche. 1881 besuchte er die Brauerschule in Worms, begann aber noch im selben Jahr seinen Wehrdienst als Einjährig-Freiwilliger im Leibgarde-Infanterie-Regiment (1. Großherzoglich Hessisches) Nr. 115 in Darmstadt, wo er 1882 als Unteroffizier abging. Anschließend trat er in die elterlichen Betriebe ein und führte mit glücklicher Hand die Expansion des Weinguts und der Mälzerei voran, die er im Jahr 1919 an seinen Sohn Otto übergeben konnte.

## Ehrenämter
Schill wurde 1898 in den Gemeinderat gewählt und war hier über 25 Jahre lang tätig. 1900 wurde er in die Gemeindevertretung und in die Großherzoglich Hessische Kreisschuldirektion gewählt. Er wurde 1901 Mitglied der Hessischen Industrie- und Handelskammer und später in den Bezirks- und Reichseisenbahnrat berufen. Weiterhin war er Vorsitzender des Rheinhessischen Elektrizitätsverbands und des Wasserversorgungsverbands und hatte in dieser Funktion wesentlichen Anteil daran, diese Institution nach Osthofen zu holen. In Anerkennung seiner Verdienste wurde er im Jahr 1915 durch den Großherzog Ernst Ludwig von Hessen und bei Rhein zum Kommerzienrat ernannt.
Im Jahre 1908 gründete er mit Albert Wander, einem Vetter mütterlicherseits, eine deutsche Niederlassung der Wander-Werke in Osthofen zur Herstellung von Ovomaltine. Das Malz hierzu stammte aus der eigenen Mälzerei. Als stellvertretender Vorsitzender gehörte er dem Aufsichtsrat bis zu seinem Tod an.
Auf seine Anregung hin wurde während des Ersten Weltkriegs die Osthofener Turnhalle in ein Lazarett umgewandelt, in dem mehr als 1500 Verwundete behandelt wurden. Für diese Leistung erhielt er 1916 das Ehrenzeichen für Kriegsverdienste und 1918 die Rot-Kreuz-Medaille 1. Klasse.
Schill war besonders in der zu seiner Zeit sehr populären Turnbewegung aktiv. Als Jugendlicher und junger Mann errang er verschiedene Erfolge als aktiver Sportler. Später engagierte er sich im örtlichen Turnverein und den übergeordneten Organisationen. Aufgrund seiner Initiative erwarb die Turngemeinde im Jahr 1885 ein Grundstück und errichtete eine Turnhalle, die heute den Namen Carl-Schill-Turnhalle trägt. 1883 wurde Schill Turnwart des Turnbezirks Worms und seiner 25 Gaue. 1898 wurde er 1. Gauvertreter des Turngaus Rheinhessen. Unter seiner Führung wurde auch 1895 der IX. Mittelrheinkreis gegründet, der sich innerhalb von 14 Jahren zu einem Verband von 1048 Vereinen mit 109.000 Mitgliedern entwickelte. Dieser ernannte ihn 1931 zum Ehrenmitglied. In der Deutschen Turnerschaft, die Anfang der 1930er Jahre rund 1,6 Millionen Mitglieder hatte, bekleidete er von 1925 bis zur Machtübernahme der Nationalsozialisten und der Gleichschaltung im Jahre 1933 das Amt des Hauptkassenwarts.